# Monticello (California)
Monticello fu una città degli Stati Uniti in California.
Nel 1957 fu sommersa dal lago artificiale Berryessa.